# ماقمایف ۴۹۸۰
سیارک ۴۹۸۰ (به انگلیسی: 4980 Magomaev، نامگذاری:1974SP1) چهار هزار و نهصد و هشتادمین سیارک کشف شده‌است که در ۱۹ سپتامبر ۱۹۷۴ کشف شد.
قدر مطلق سیارک برابر ۱۲٫۵۰ است.